# Metlika
Metlika (německy Möttling) je město a správní středisko stejnojmenné občiny ve Slovinsku v Jihovýchodním slovinském regionu. Nachází se u břehu řeky Kupy (Kolpy), blízko hranic s Chorvatskem, asi 92 km jihovýchodně od Lublaně. V roce 2019 zde trvale žilo 3 206 obyvatel.
Městem procházejí silnice 105 a 218. Sousedními městy jsou Črnomelj, Novo mesto a chorvatský Ozalj.